# Protonarthron indistinctum
Protonarthron indistinctum är en skalbaggsart som beskrevs av Stefan von Breuning och De Jong 1941. Protonarthron indistinctum ingår i släktet Protonarthron och familjen långhorningar. Inga underarter finns listade i Catalogue of Life.